# Discoserra
Discoserra is een geslacht van uitgestorven straalvinnige vissen uit het Mississippien van Montana, een lid van de Guildayichthyiformes, met een rond lichaam en een schedel met basale en moderne trekken.
De typesoort Discoserra pectinodon werd in 2000 benoemd door Richard Lund. De geslachtsnaam is een combinatie van het Latijn discus, 'schijf', en serra, 'zaag'. De soortaanduiding is een combinatie van het Latijn pecten, 'kam', en het Grieks odoon, 'tand'.
Het holotype is CM 30621, een skelet.
Discoserra is ongeveer zes centimeter lang. In 2006 werd Discoserra verondersteld een stam-Neopterygii te zijn, hoewel het als alternatief in Cladistia samen met andere Guildayichthyiformes is geplaatst.